# 於除鞬
於除鞬（呉音：うぢょこん、漢音：おちょけん、拼音: Wūchújiān、? - 93年）は、中国後漢時代の北匈奴の単于。

## 生涯
永元3年（91年）、北単于はふたたび右校尉の耿夔に破られ、逃亡して行方知れずとなったので、その弟の右谷蠡王の於除鞬が自ら立ち単于となった。於除鞬は右温禺鞬王・骨都侯以下数千人の衆を率いて蒲類海に止まり、遣使を送って長城を訪れさせた。大将軍の竇憲は於除鞬を北単于に立てることを朝廷に上書すると、朝廷はこれに従い、翌年（92年）耿夔を遣わして璽綬を授け、玉剣四具・羽蓋一駟を賜り、使匈奴中郎将の任尚に節を持たせて護衛させ、南単于の故事のように北単于を伊吾に駐屯させた。その後、竇憲は北単于於除鞬をもとの北単于庭に帰そうとしたために誅殺された。
永元5年（93年）、於除鞬が漢に叛いて自ら北に還ったので、和帝は将兵長史の王輔に千余騎をつけ、任尚とともに追いかけさせた。王輔らは於除鞬に戻るよううまく説得し、もどるところを斬殺してその衆を破滅した。

## 参考資料
- 『後漢書』（南匈奴列伝）